# 公社宫

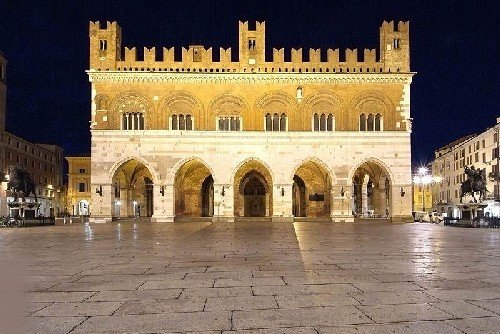
公社宫

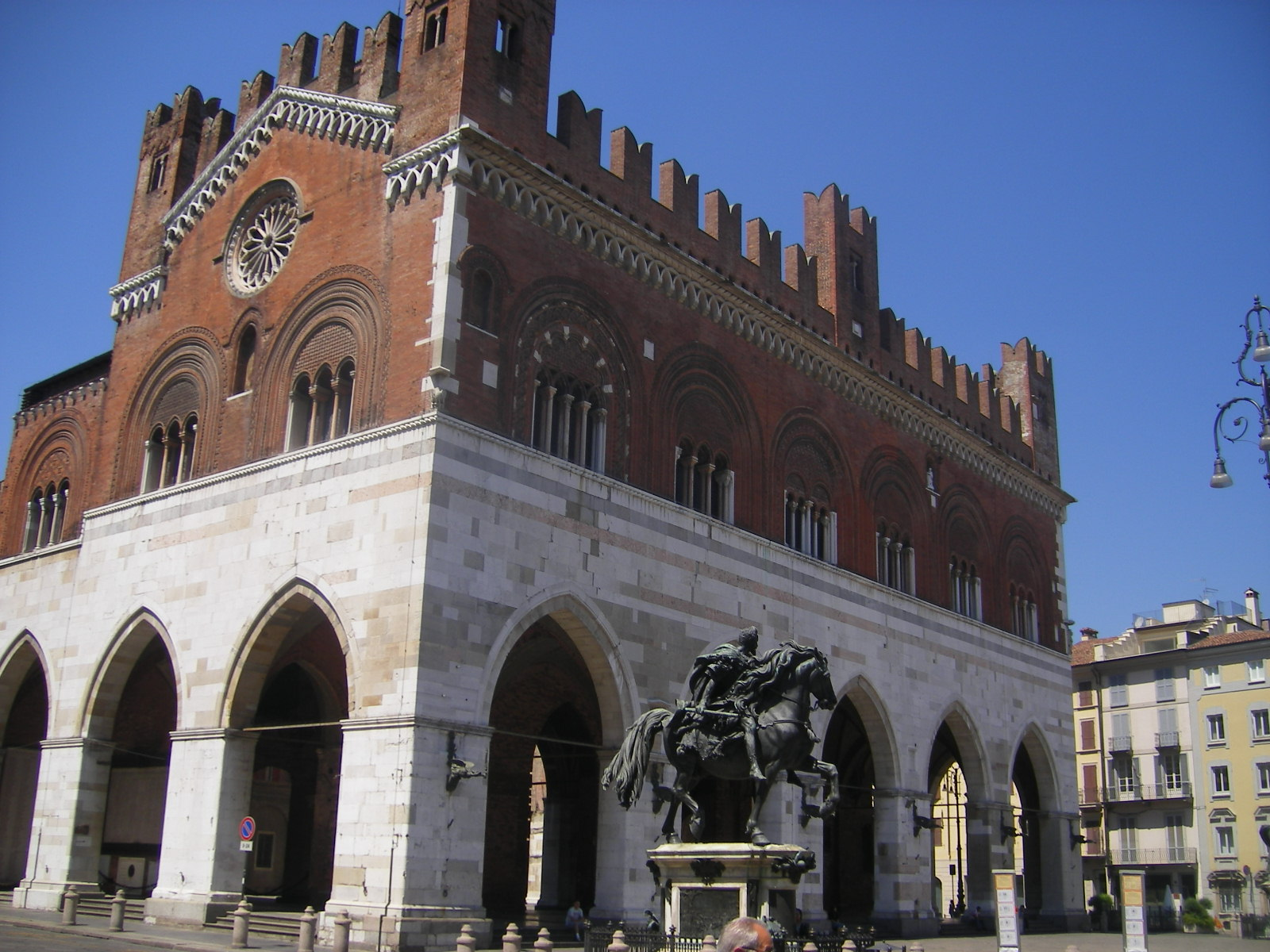
公社宫

公社宫（Palazzo Comunale）又名哥特宫（Palazzo Gotico）是意大利北部皮亚琴察的一座宫殿，现在为市政厅所在地。

## 历史
该宫殿位于意大利北部波河南岸城市皮亚琴察。1281年，皇帝党人Alberto Scoto在此建造宫殿，聘请四位皮亚琴察建筑师：卡尼亚诺瓦、内格里、贝尔曼和博尔盖托。
宫殿原本应该是四边形的，但工程由于流行瘟疫停止。只有宫殿的北侧完成了。结果成了伦巴第哥特式风格的民用卵形建筑一个很好的例子。。
内部有一个大的休息室，在1644年，成为一个剧场，由克里斯托弗Rangon设计。